# Jacek Żalek
Jacek Żalek (ur. 13 stycznia 1973 w Białymstoku) – polski polityk i samorządowiec. Poseł na Sejm VI, VII, VIII i IX kadencji, jeden z założycieli i liderów Polski Razem, a następnie Porozumienia i Partii Republikańskiej, w latach 2020–2023 sekretarz stanu w Ministerstwie Funduszy i Polityki Regionalnej.

## Życiorys
W 1988 przystąpił do Związku Harcerstwa Polskiego, a w 1989 do Związku Harcerstwa Rzeczypospolitej i do Polskiego Towarzystwa Turystyczno-Krajoznawczego. W 1996 został członkiem Wodnego Ochotniczego Pogotowia Ratunkowego i Akademickiego Związku Sportowego. Z wykształcenia jest prawnikiem, w 2001 ukończył studia na Uniwersytecie w Białymstoku.
W latach 1998–2006 zasiadał w radzie miejskiej Białegostoku (w 1998 uzyskał mandat z ramienia Akcji Wyborczej Solidarność). W 1998 został wiceprezesem zarządu stowarzyszenia Młodzi Konserwatyści, a w 1999 był prezesem zarządu regionu Koalicji Konserwatywnej. W 2000 objął tę funkcję w Stronnictwie Konserwatywno-Ludowym (w którego skład weszła wcześniej KK). W tym samym roku wstąpił także do stowarzyszenia KoLiber. W 2001 został prezesem federacji Konwokacja Konserwatywna, a także przewodniczącym krajowej komisji rewizyjnej Przymierza Prawicy. W 2002 mandat radnego uzyskał jako bezpartyjny kandydat Ligi Polskich Rodzin, w styczniu 2003 został usunięty z klubu LPR. W tym samym roku przystąpił do stowarzyszenia Chrześcijański Ruch Samorządowy, zasiadając w jego radzie naczelnej. W 2004 został członkiem Unii Polityki Realnej. W 2006 z ramienia Prawa i Sprawiedliwości został wybrany na radnego sejmiku podlaskiego. Wkrótce przeszedł do Platformy Obywatelskiej, z listy której ponownie został radnym województwa w przedterminowych wyborach w maju 2007. Od 2000 do 2008 był członkiem Klubu Zachowawczo-Monarchistycznego, z którego został usunięty na skutek zagłosowania za przyjęciem traktatu lizbońskiego.
W wyborach parlamentarnych w 2007 uzyskał mandat poselski z listy PO, startując z 15. miejsca na liście. Kandydując w okręgu białostockim, otrzymał 9560 głosów. W wyborach parlamentarnych w 2011, startując z 27. miejsca na tej samej liście i w tym samym okręgu, zdobył 8103 głosy i także uzyskał mandat poselski. 30 sierpnia 2013 został zawieszony w prawach członka klubu parlamentarnego PO na trzy miesiące za wielokrotne łamanie dyscypliny. 13 dni później opuścił PO. W ramach projektu „Godzina dla Polski”, wraz z innymi byłymi posłami tej partii Jarosławem Gowinem i Johnem Godsonem, w październiku tego samego roku podpisał porozumienie o współpracy programowej z partią Polska Jest Najważniejsza i następnie ze Stowarzyszeniem „Republikanie” (założonym przez posła Przemysława Wiplera). 7 grudnia tego samego roku na bazie projektu powstała partia Polska Razem. Do 2015 Jacek Żalek zasiadał w jej prezydium. Stanął także na czele podlaskich struktur partii. W wyborach do Parlamentu Europejskiego w 2014 był liderem listy Polski Razem w okręgu nr 3 (województwa podlaskie i warmińsko-mazurskie) i nie uzyskał mandatu posła, zdobywając 5448 głosów (partia nie osiągnęła progu wyborczego). W lipcu 2014 zasiadł w nowo powołanym klubie poselskim Sprawiedliwa Polska (został jego wiceprzewodniczącym), od marca 2015 działającym pod nazwą Zjednoczona Prawica.
W wyborach parlamentarnych w 2015 został zarejestrowany na 5. pozycji listy Prawa i Sprawiedliwości (w ramach porozumienia z tą partią Polski Razem – która w listopadzie 2017 przekształciła się w Porozumienie) w okręgu białostockim. Uzyskał mandat posła na Sejm VIII kadencji, otrzymując 12 370 głosów. Został wiceprzewodniczącym klubu PiS. W 2018 był kandydatem Prawa i Sprawiedliwości na prezydenta Białegostoku w wyborach samorządowych. W październikowym głosowaniu przegrał w I turze z urzędującym prezydentem Tadeuszem Truskolaskim z PO, zdobywając 35 735 głosów (30,21%). W wyborach w 2019 z powodzeniem ubiegał się o poselską reelekcję, otrzymując 12 141 głosów. W Sejmie IX kadencji został wiceprzewodniczącym Komisji Odpowiedzialności Konstytucyjnej oraz członkiem Komisji Ustawodawczej.
9 kwietnia 2020 premier Mateusz Morawiecki powołał go na stanowisko sekretarza stanu w Ministerstwie Funduszy i Polityki Regionalnej, na którym zastąpił reprezentującego Porozumienie Kamila Bortniczuka. Funkcję tę pełnił do marca 2023 – podał się do dymisji po ujawnieniu nieprawidłowości w nadzorowanym przez siebie Narodowym Centrum Badań i Rozwoju.
W sierpniu 2020 przestał pełnić funkcję przewodniczącego Porozumienia w okręgu podlaskim. W lutym 2021 prezydium zarządu Porozumienia (uznające za prezesa partii Jarosława Gowina) zawiesiło go w prawach członka partii, następnie decyzją sądu koleżeńskiego został wykluczony z ugrupowania. W czerwcu 2021 został jednym z liderów Partii Republikańskiej. W lipcu 2023 zarząd Partii Republikańskiej zdecydował o jego zawieszeniu w prawach członka ugrupowania, co motywowano „uporczywym naruszaniem statutu i narażaniem dobrego imienia partii” (w grudniu tego samego roku ugrupowanie zostało rozwiązane). Nie kandydował w wyborach w 2023.

## Życie prywatne
Od 2009 żonaty z działaczką samorządową Justyną Żalek (także związaną z partiami Jarosława Gowina i następnie Republikanami). Mają syna Ignacego.
Jest wnukiem Czesława Żalka, który w okresie II wojny światowej ukrywał dwie Żydówki: swoją przyszłą żonę (babkę Jacka Żalka) Leę Marię Lasko i jej córkę Sabinę, za co został uhonorowany tytułem Sprawiedliwego wśród Narodów Świata.